# Școala Națională de Studii Politice și Administrative
Școala Națională de Studii Politice și Administrative (SNSPA) din București este o instituție de stat de învățământ universitar și postuniversitar, înființată prin Hotărârea de Guvern nr. 183 din 21 martie 1991. Este specializată în domeniul administrației publice, relațiilor internaționale și științelor politice. În fapt, SNSPA a fost înființată ca școală de reprofesionalizare fiind nevoie de specialiști pentru noul regim politic, democratic.  
În 2011 a fost clasificată în a doua categorie din România, cea a universităților de educație și cercetare științifică.
Începând cu 1 octombrie 2014 activitatea SNSPA se desfășoară în noul sediu din Bd.Expoziției nr. 30A 

## Facultăți

Sediu SNSPA, intrare secundară

Școala Națională de Studii Politice și Administrative furnizează programe academice pentru toate cele trei cicluri de învățământ, licență, masterat, doctorat, prin intermediul următoarelor structuri:
- Facultatea de Administrație Publică
- Facultatea de Comunicare și Relații Publice
- Facultatea de Management
- Facultatea de Științe Politice
- Departamentul de Relații Internaționale și Integrare Europeană (studii postuniversitare)

În total, instituția de învățământ oferă nouă programe de studii universitare de licență, 52 de programe de studii universitare de masterat și cinci domenii de doctorat. 